# Friherrinna
En friherrinna är hustru eller dotter till en friherre.

Rangkrona för en svensk friherre/friherrinna

## Friherrinna i Sverige
Riddarhuset, som är den organisation som förvaltar svensk adel, menar att en dotter till en friherre ärver även hans adliga värdighet, men kan inte föra den vidare. Däremot så tilltalas de med fröken innan de är gifta, och de tilltalas sin makes titel som gift. Undantag regleras av originalsköldebrevet. Titeln används även av änkor efter friherrar, men får inte brukas av frånskilda ingifta kvinnor, även om de behållit sin makes familjenamn.
I Sverige tilltalas friherren "baron", men hans hustru tilltalas "friherrinna".